# Union sportive cognaçaise
L’Union sportive cognaçaise (o US Cognac) és un club de rugbi a 15 francès de la ciutat de Cougnat a Charente. La temporada 2006-2007 jugava al Fédérale 2. L'any 1954 va arribar a la final del Campionat de França.

## Palmarès
- Campionat de França de rugbi a 15: 
  - Finalista: 1954
  - Semifinalista: 1953
- Challenge Yves du Manoir:
  - Campió: 1965
- Campionat de França de 2a Divisió: 
  - Campió: 1995
- Challenge Amitié: 
  - Campió: 1995

## La final de l'US Cognac

### Campionat de França
| Data de la final   | Vencedorr   | Finalista | Resultat | Lloc de la final          | Espectadors |
| 23 de maig de 1954 | FC Grenoble | US Cognac | 5-3      | Stadium Municipal, Tolosa | 34.230      |

## Jugadors emblemàtics
- André Béhotéguy
- Henri Béhotéguy
- René Biénès
- Henri Domec
- Jacques Fouroux
- Jean-Guy Gautier
- Félix Lasserre
- Gérald Merceron
- Jacques Meynard
- Laurent Seigne
- Sylvain Mirande